# Hungarosaurus
Hungarosaurus („Maďarský ještěr“) byl rod ptakopánvého obrněného dinosaura (tyreofora), který žil v době před asi 85 miliony let (geologický věk santon, pozdní křída) na území dnešního Maďarska.

## Popis
Fosilie tohoto středně velkého obrněného býložravce jsou známy ze souvrství Csehbánya, rozkládajícího se na území dnešního západního Maďarska (župa Veszprém). Stářím jsou pozdně křídové a spadají do geologického věku santon (asi před 85 až 84 miliony let). Hungarosaurus byl zavalitý čtvernohý býložravec se zobákovitými čelistmi, jehož tělo chránil pancíř ze zkostnatělých kožních destiček (osteodermů). V současnosti je vůbec nejlépe zachovaným ankylosaurem svrchnokřídové Evropy. Živil se pravděpodobně spíše měkčí vegetací, na rozdíl od ornitopoda rodu Mochlodon, který se specializoval na tuhou vegetaci ve stejných ekosystémech.
Kladistická analýza ukázala, že se jedná o bazálního zástupce čeledi Nodosauridae. Byl sice vývojově pokročilejší než evropský Struthiosaurus a Europelta, ale primitivnější než třeba severoamerické rody Silvisaurus, Sauropelta nebo Pawpawsaurus. Celková délka hungarosaura se pohybovala kolem 4 metrů a hmotnost kolem 1000 kg, lebka měřila asi 32–36 cm. Jiný odhad hmotnosti dinosaura z roku 2020 má rozpětí 663 až 688 kilogramů.

## Okolnosti objevu
Hungarosaurus tormai byl objeven v počtu čtyř fosilních jedinců v otevřeném bauxitovém lomu nedaleko maďarské vsi Iharkút. Holotyp nese označení MTM Gyn/404 a je uložen v přírodovědeckém muzeu v Budapešti. Celkem je zachováno asi 450 zkamenělých kostí, včetně částí lebky. Na stejné lokalitě byly objeveny také fosílie jiných dinosaurů, ptakoještěrů, krokodýlů, ještěrek, želv a kostnatých ryb. Jejich výzkumem se dlouhodobě zabývá maďarský paleontolog Attila Ösi. V sedimentech stejného souvrství byly objeveny také fosilie mnoha druhů ještěrů. Formálně byl typový druh H. tormai popsán roku 2005.
Množství jedinců tohoto dinosaura objevené na jediné lokalitě dokládá, že se pravděpodobně jednalo o společenská (stádní) zvířata.